# 女鹿平温泉
女鹿平温泉（めがひらおんせん）は、広島県廿日市市吉和にある温泉。めがひらスキー場と併設されている。

## 泉質
- アルカリ性単純温泉[1]
  - 泉温　25.4℃

利用されている源泉は女鹿平温泉（湯の川温泉2号井）で湧出量300L/分である。

## 温泉地
西中国山地国定公園に属する吉和地域の山あいに一軒宿「女鹿平温泉クヴェーレ吉和」が存在する。なお、周辺の泉源には熊崎温泉（湯の川温泉1号井）、女鹿平温泉（湯の川温泉2号井）、熊崎温泉（湯の川温泉3号井）が存在し、女鹿平温泉クヴェーレ吉和では源泉として女鹿平温泉（湯の川温泉2号井）と熊崎温泉（湯の川温泉3号井）を利用している。日帰り入浴可能。
周辺にはスキー場の他、ウッドワン美術館がある。料理はヤマメや舞茸など、地元の食材が楽しめる。

## 歴史
開湯は奈良時代と言われているが、現在の宿泊施設は2007年（平成19年）に開業したものである。

## アクセス
- JR山陽本線宮内串戸駅よりバスで40分。
- 中国自動車道吉和ICより2km。